# Hatcher Bluffs
Die Hatcher Bluffs sind eine Reihe nach Nordwesten ausgerichteter Felsenkliffs im westantarktischen Marie-Byrd-Land. An der Ostflanke des oberen Abschnitts des Reedy-Gletschers ragen sie 8 km südlich des Metavolcanic Mountain auf.
Der United States Geological Survey kartierte sie anhand eigener Vermessungen und Luftaufnahmen der United States Navy aus den Jahren von 1960 bis 1964. Das Advisory Committee on Antarctic Names benannte das Kliff 1967 nach Julius Omar Hatcher (* 1929), Baumechaniker auf der Byrd-Station im Jahr 1962.